# Liste der Naturdenkmale in Rülzheim
Die Liste der Naturdenkmale in Rülzheim nennt die im Gemeindegebiet von Rülzheim ausgewiesenen Naturdenkmale (Stand 17. April 2013).

## Naturdenkmale
| Nr.         | Bezeichnung                        | Lage                                   | Beschreibung                    | Bild            |
| ----------- | ---------------------------------- | -------------------------------------- | ------------------------------- | --------------- |
| ND-7334-199 | Platane auf dem Deutschordensplatz | Am Deutschordensplatz, bei Nr. 14 Lage | Platanus sp., um 1800 gepflanzt | Fotos hochladen |

## Ehemalige Naturdenkmale
| Nr.       | Bezeichnung              | Lage                                     | Beschreibung                                | Bild                                    |
| --------- | ------------------------ | ---------------------------------------- | ------------------------------------------- | --------------------------------------- |
| -7334-215 | Linde bei der Untermühle | östlich des Ortes an der Untermühle Lage | Tilia sp.; Rechtsverordnung 2008 aufgehoben | Direkt Bild zu diesem Denkmal hochladen |